# Dericorys carthagonovae
Dericorys carthagonovae är en insektsart. Dericorys carthagonovae ingår i släktet Dericorys och familjen Dericorythidae. Inga underarter finns listade i Catalogue of Life.